# Кадуми
Кадуми (итал. Cadumi) је насељено место у Републици Хрватској у Истарској жупанији. Административно је у саставу Града Пореча.

## Становништво
Према последњем попису становништва из 2001. године у насељу Кадуми су живела 163 становника који су живели у 46 породичних и 9 самачких домаћинстава.
Кретање броја становника по пописима 1857—2001.
| година пописа  | 1857. | 1869. | 1880. | 1890. | 1900. | 1910. | 1921. | 1931. | 1948. | 1953. | 1961. | 1971. | 1981. | 1991. | 2001. |
| бр. становника | 0     | 0     | 46    | 42    | 75    | 75    | 0     | 0     | 54    | 40    | 31    | 37    | 81    | 104   | 163   |

Напомена:У 1857, 1869, 1921. и 1931. подаци су садржани у насељу Жбандај. У 1991. повећано за део подручја насеља Жбандај у којему је садржан део података од 1880. до 1910. и од 1948. до 1961. У 1971. исказано под именом Хадуми. 